# Brain rot
Трулеж мозга (енгл. brainrot) је жаргонски израз који се користи за описивање интернет садржаја ниског квалитета или вредности, или негативних ефеката (психолошких, когнитивних, итд.) изазваних њиме. Као психолошки дескриптор, то подразумева трошење прекомерне количине времена проведеног на мрежи, уз могуће погоршање когнитивног функционисања и распона пажње. Термин је коришћен на мрежи још 2004. године, али је постао популаран 2023. године, поставши интернет мим.
Израз трулеж мозга се често користи за описивање дигиталне културе генерације Алфа од стране оних који ову генерацију виде као изузетно онлајн. Ово укључује сленг повезан са генерацијом, примери су „скибиди“ (који се односи на Скибиди тоалет), „риз“ (скраћено од харизма), „гјат“ (односи се на задњицу) и „фанум текс“ (чин крађе хране). Аустралијска политичарка Фатима Пејман уградила је Ген Алфа сленг у свој говор, који је написао млађи члан особља Езра Исма, због чега је назван „brainrot“.